# Isla de los Pingüinos (Crozet)
La isla de los Pingüinos (en francés: Île des Pingouins) es una de las islas del archipiélago de las islas Crozet, incluido en los Territorios Australes Franceses. Su nombre actual deriva de la traducción masiva del topónimo inglés.

## Geología
Esta isla es, junto a los islotes de los Apóstoles, el resultado de un vulcanismo aparentemente importante acaecido al suroeste de la isla de los Cerdos. La isla sigue una directriz desde noroeste hacia al sureste, en dirección ortogonal a los islotes de los Apóstoles. Sus depósitos bien estratificados hacen suponer una antigua serie de erupciones submarinas.
Una medición geocronológica indica que la aparición de la isla se remonta a hace 1,1 millones de años.

## Historia
Su descubrimiento se atribuye al navegador francés Marion Dufresne, que la nombra en 1772 como Île Inaccesible (isla Inaccesible). Oficialmente se reconoció su existencia en 1837, en un artículo de l´Héroïne. En el siglo XX fue llamada Penguin Island (isla de los Pingüinos) por ingleses y americanos (en francés: Île des Manchots).